# Gaston Mandeville
Gaston Mandeville (23 de novembre de 1956, Drummondville - 16 de juny de 1997, Mont-real) fou un auto, compositor i cantant quebequès i líder del grup Mandeville. Formà part d'alguns grups musicals abans d'estudiar música al col·legi, primer, i després a la Universitat Laval a partir del 1976. El 1977-1978 recorregué les sales de música del Quebec. Compongué la majoria del seu repertori en estil folk rock.